# 지우베르투 모라이스 주니오르
지우베르투 모라이스 주니오르(포르투갈어: Gilberto Moraes Júnior, 1993년 3월 7일 ~ )는 브라질의 축구 선수이다. 현재 캄페오나투 브라질레이루 세리이 A의 바이아에서 라이트 백로 뛰고 있다.